# Manganoshadlunita
La manganoshadlunita és un mineral de la classe dels sulfurs. Rep el seu nom de la seva composició química i de la seva relació amb la shadlunita.

## Característiques
La manganoshadlunita és un sulfur de fórmula química (Mn,Pb,Cd)(Cu,Fe)₈S₈. Es tracta d'una espècie publicada sense l'aprovació encara de l'Associació Mineralògica Internacional. La seva duresa a l'escala de Mohs és 4.
Segons la classificació de Nickel-Strunz, la manganoshadlunita pertany a «02.B - Sulfurs metàl·lics, M:S > 1:1 (principalment 2:1), amb Ni» juntament amb els següents minerals: horomanita, samaniïta, heazlewoodita, oregonita, vozhminita, arsenohauchecornita, bismutohauchecornita, hauchecornita, tel·lurohauchecornita, tučekita, argentopentlandita, cobaltopentlandita, geffroyita, godlevskita, kharaelakhita, pentlandita, shadlunita i sugakiïta.

## Formació i jaciments
Va ser descoberta a la mina Mayak i al dipòsit de coure i níquel d'Oktyabr'skoe, a Norilsk (Taimíria, Rússia), és a dir, que té dues localitats tipus. Aquests dos indrets són els únics on se n'ha trobat aquesta espècie mineral.